# Arthur Nordlander
Gustaf Arthur Emil Nordlander, född 23 mars 1864 i Grödinge socken, Stockholms län, död 31 januari 1898 i Gävle, var en svensk målare, tecknare och teckningslärare.
Han var son till lantbrukaren Frans Gustaf Nordlander och Augusta Hammarberg samt från 1892 gift med Ester Katarina Bång och far till Gustaf Nordlander. Han utbildade sig till teckningslärare vid Tekniska skolan i Stockholm med examen 1884, därefter arbetade han som mönsterritare i Kalmar 1884–1886, han anställdes som ritlärare vid Borgarskolan i Gävle 1889 och var då även vikarierande teckningslärare vid Gävle högre allmänna läroverk. Hans stafflikonst består av oljemålade landskapsskildringar samt porträtt utförda i blyerts. Efter hans död arrangerades det en minnesutställning i Gävle som med inlånade verk kunde visa stora delar av hans produktion.